# Сави, Владимир Алексеевич
Влади́мир Алексе́евич Сави́ (настоящая фамилия — Му́хин; 1 июля 1888, д. Тыгыде Морко, Царевококшайский уезд, Казанская губерния — 10 мая 1938, Казань) — марийский советский поэт, журналист, учёный-литературовед, критик, педагог, общественно-политический деятель, член Союза писателей СССР с 1934 года, член РКП(б) с 1919 года. Первый директор МарНИИ. Одна из ярких фигур периода становления марийской литературы и журналистики. Участник Первой мировой и Гражданской войн.

## Биография
Родился в крестьянской семье. Окончил Уньжинскую черемисскую школу, в 1906 году — Казанскую учительскую семинарию. Участвовал в нелегальных студенческих революционно-демократических кружках. Работал учителем в сельской школе, параллельно экстерном окончил школу певческих регентов.
Участник Первой мировой войны: окончил школу прапорщиков, командир 29-го корпуса 9-й армии на Румынском фронте. Впоследствии служил в 240-м полку в Казани.
Сначала был на стороне эсеров, но в 1917 году примкнул к большевикам. Возглавлял Марийский комиссариат при губернском Совете в Казани, представлял Национальный областной съезд мари. С 1918 года — редактор одной из первых марийских газет «Йошкар кече». Член РКП(б) с 1919 года.
В 1919 году был призван в Красную Армию, служил в политотделе 28-й азинской дивизии. Комбриг, командир 29-го корпуса 9-й армии, которая объявила себя Социалистической гвардией и выступила против белогвардейцев.
Член ревкома МАО, возглавлял областной отдел народного образования, был секретарём Марийского ОК ВКП(б), затем перешёл на работу в марийскую секцию Татарского обкома ВКП(б).
Преподаватель рабфака при Казанском университете, выпускник Казанского педагогического института. После окончания в 1930 году аспирантуры при Институте народов Востока (занимался фольклором мари в семинаре Ю. М. Соколова) в Москве возглавил только что созданный Марийский НИИ. В это же время преподавал в Марийском учительском институте и в театральной студии.
В годы сталинский репрессий по ложному доносу был арестован как лидер буржуазно-националистической организации, инспирированной фашистскими кругами Финляндии. Был доставлен в Горький, где следователи НКВД применяли к нему пытки. Расстрелян 10 мая 1938 г. в Казани. Реабилитирован посмертно в 1956 году.

## Деятельность
Член Союза писателей СССР с 1934 года.
Писать начал в дореволюционное время, публиковался на страницах периодических печатных изданий Поволжья. В 1917 году в новой газете «Ӱжара» («Заря») вышел в свет цикл его очерков о жителях украинской Буковины. Автор книги «В. И. Ульянов — В. Ленин» (1918), пьесы «Кӧ винамат?» («Кто виноват?», 1919), поэмы «Йӱд» («Ночь», 1927), сборника стихов «Сурт кайык-влак» и др.
Известен как автор-составитель книг для чтения для детей начальной школы, изданных в Казани и Москве: «Изи икшыве-шамычлан» (совместно с С. Чавайном, Казань, 1921), «Изи коммунист» («Маленький коммунист», Казань, 1922), «У корно» («Новый путь», Москва, 1924), «У куат» («Новая сила», 1925), «Совет школ» («Советская школа», Москва, 1931) и др. В 1926 году в Краснококшайске им было издано сразу несколько книг для детского чтения: «Икшыве-влаклан» («Детям»), «Чодыра ден пасу» («Леса и поля»), «Илыш йӱк» («Голос жизни»).
В 1935—1936 годах написал роман «Целлюлоза», рукопись не сохранилась.
Автор статей о творчестве С. Чавайна, Н. Мухина, научных исследований «Марийская литература в 1917 г.», «Марийская литература в период Великого Октября и гражданской войны», «Марийская литература в годы нэпа» и др. Известен как редактор первых марийских журналов и газет: «Ӱжара», «Йошкар кече», «У вий», «Марий илыш».
Был разноплановым учёным: им созданы научные исследования по проблемам языкознания, фольклористики, искусствоведения, философии, истории, экономики, статистики, биологии, геологии, педагогики.

## Память
- Имя В. Мухина-Сави носят улицы в Йошкар-Оле, Волжске[5] и пгт. Морки Марий Эл[6].
- Именем литератора названа улица в его родной деревне Тыгыде Морко ныне Моркинского района Марий Эл[7].
- Имя писателя выбито на памятной стеле Архангельского кладбища в Казани[8].
- В 2013 году к 125-летию со дня рождения писателя в Марийском книжном издательстве вышла в свет книга доктора исторических наук, профессора Марийского государственного университета К. Н. Санукова «Владимир Мухин-Сави: очерк жизни и деятельности»[9].

## Основные произведения и литературно-критические статьи
Далее представлен список основных произведений и литературно-критических статей В. Мухина-Сави на марийском и в переводе на другие языки.

### На марийском языке
- В. И. Ульянов — В. Ленин: илышыжым ойлымаш [Биография B. И. Ленина]. Казань, 1918. 16 с.
- Кӧ винамат?: пьеса [Кто виноват?). Казань, 1919. 32 с.
- Изи икшыве-шамычлан [Кн. для чтения] / В. Сави, С. Чавайн. Казань, 1921. 16 с.
- Изи коммунист: кок ий тунемаш коштшо йоча-шамычлан лудшашлык марла книга: [Маленький коммунист: кн. для чтения для детей второго года обучения]. Казань, 1922. 36 с.
- У корно: кок ий тунемаш коштшо йоча-шамычлан лудшашлык марла кнага: [Новый путь: кн. для чтения для детей второго года обучения]. М., 1924. 204 с.
- У куат: школышто лудшаш тӱҥалтыш кнага [Новая сила: начальная кн. для чтения]. М., 1925. 160 с.
- То же. 2-е изд. М., 1926. 156 с..
- Икшыве-влаклан: лудшашлык книга [Детям: кн. для чтения]. Краснококшайск, 1926. 36 с.
- Чодыра ден пасу: лудшашлык книга [Леса и поля: кн. для чтения]. Краснококшайск, 1926. 16 с.
- Илыш йӱк: лудшашлык книга [Голос жизни: кн. для чтения] Краснококшайск, 1926. 24 с.
- Йӱд: поэма [Ночь]. Йошкар-Ола, 1927. 24 с.
- Сурт кайык-влак: йоча книга [Домашние птицы: стихи]. Йошкар-Ола, 1928. 16 с.
- Лавыра: йоча кнага [Грязь: дет. кн.]. Йошкар-Ола, 1928. 16 с.
- Сурт кайык-влак: йоча кнага [Домашние птицы: кн. для детей]. Йошкар-Ола, 1928. 16 с.
- Совет школ: тӱҥалтыш школышто лудшаш кнага [Кн. для чтения в начальной школе]. М., 1931. 386 с.
- Марийская художественная литература / И. Шабдар, В. Мухин // 15 лет социалистического строительства МАО. Йошкар-Ола, 1936. C. 191—201.
- Илыш йӱк: почеламут ден ойлымаш-вл. [Голос жизни: стихи и рассказы]. Йошкар-Ола, 1961. 52 с.
- Марий сылнымут нерген // Тӱҥалтыш ошкыл. Йошкар-Ола, 1975. С. 24—28.
- Эрык муро: поэма, почеламут, ойлымаш, очерк, посна шарнымаш-вл. сборник [Певец свободы: сб. избр. произведений]. Йошкар-Ола, 1978. 168 с.
- Кредалме вер гыч: дневник гыч ужаш // Сылнымут памаш. Йошкар-Ола, 1982. С. 119—121.

### В переводе на другие языки
- Кӱ вуйнамат?: пьеса / пер. на горномар. Казань, 1919. 36 с.
- Жизнь поёт: отрывок из рассказа «Гроздья песен» / пер. на рус. Э. Степченко // Солнце над лесами. Йошкар-Ола, 1984. С. 37—54.
- Сын солнца: отрывок из легенды / пер. на рус. В. Панова // Братство песенных сердец. Йошкар-Ола, 1990. С. 5—6.

## Известные адреса
- Казань, Большая Проломная улица, дом 62, кв. 2[11].